# Mimatimura rufescens
Mimatimura rufescens är en skalbaggsart som beskrevs av Stefan von Breuning 1939. Mimatimura rufescens ingår i släktet Mimatimura och familjen långhorningar. Inga underarter finns listade i Catalogue of Life.